# Reile's Acres
Reile's Acres és una població dels Estats Units a l'estat de Dakota del Nord. Segons el cens del 2000 tenia 254 habitants.

## Demografia
Segons el cens del 2000, Reile's Acres tenia 254 habitants, 72 habitatges, i 68 famílies. La densitat de població era de 204,3 hab./km².
Dels 72 habitatges en un 62,5% hi vivien nens de menys de 18 anys, en un 88,9% hi vivien parelles casades, en un 4,2% dones solteres, i en un 4,2% no eren unitats familiars. En el 4,2% dels habitatges hi vivien persones soles el 4,2% de les quals corresponia a persones de 65 anys o més que vivien soles. El nombre mitjà de persones vivint en cada habitatge era de 3,53 i el nombre mitjà de persones que vivien en cada família era de 3,59.
Per edats la població es repartia de la següent manera: un 37,8% tenia menys de 18 anys, un 6,7% entre 18 i 24, un 29,5% entre 25 i 44, un 24,4% de 45 a 60 i un 1,6% 65 anys o més.
L'edat mediana era de 33 anys. Per cada 100 dones de 18 o més anys hi havia 92,7 homes.
La renda mediana per habitatge era de 67.708 $ i la renda mediana per família de 68.958 $. Els homes tenien una renda mediana de 46.250 $ mentre que les dones 28.750 $. La renda per capita de la població era de 22.367 $. Entorn del 4,2% de les famílies i el 2,4% de la població estaven per davall del llindar de pobresa.

## Poblacions més properes
El següent diagrama mostra les poblacions més properes.